# Кийский архипелаг
Кийский архипелаг — острова  в России. Расположены в юго-восточной части Онежской губы в Белом море, в 15 километрах к северо-западу от города Онега в Онежском районе в Архангельской области. Крупнейший остров — Кий, второй по величине — Фаресов остров. Общая площадь архипелага 0,611 квадратного километра (61,1 гектара). Породами, из которых сложены острова, являются амфиболиты и габбро беломорской серии архея фундамента Балтийского щита возрастом 3,5 миллиарда лет. Рельеф островов неровный и скалистый, средняя высота 6—8 метров над уровнем моря, высшая точка — 27 метров.
Общая площадь архипелага 0,356 квадратного километра (35,6 гектара). Сосновые леса составляют 99,4 % от общей площади лесов. Существуют два участка с преобладанием осины и ивы козьей. Встречается ель (единичные деревья), берёза, ольха чёрная, ольха серая и гибридная. Возраст деревьев до 330 лет, средний — 208 лет. На остров Кий завезены человеком тополь, рябина и черёмуха обыкновенная.
На скалах островов растёт можжевельник. На островах архипелага выявлено 150 видов полипоровых грибов, разрушающих древесину, 7 видов включены в региональные Красные книги.